# Insider-Outsider-Theorie
Die Insider-Outsider-Theorie ist in der Arbeitsmarktökonomik eine Lohntheorie, die zu erklären versucht, weshalb sinkende Löhne nicht zu einer Vollbeschäftigung führen. Im Gegensatz zur Effizienzlohntheorie sind aber nicht die Arbeitgeber, sondern die Arbeitnehmer die Ursache. Dieses Modell wurde von Assar Lindbeck und Dennis Snower seit dem Jahr 1984 in einer Reihe von ökonomischen Fachartikeln entwickelt.
In diesem Modell sind "Insider" Arbeitnehmer, die in einem Unternehmen seit längerer Zeit angestellt sind, und im Falle einer Kündigung aufgrund ihrer Erfahrung bessere Jobangebote vorfinden als "Outsider", die erst seit kurzem beim entsprechenden Arbeitgeber tätig sind. Da beim Unternehmen Kosten entstehen, wenn sie einen "Insider" durch einen "Outsider" ersetzen wollen – vor allem durch branchen- oder firmenspezifische Ausbildung – sind Insider in einer besseren Verhandlungsposition bezüglich Löhne. Outsider sind hingegen in der schlechteren Position, und akzeptieren in einer Krisensituation tiefere Löhne, um ihren Job zu behalten.
Aus der Arbeitgebersicht ist somit oft sinnvoll, den Forderungen der Insider nachzukommen und die Löhne nicht zu senken, während die Insider nicht mit den Outsidern kooperieren, welche bereit sind, zur Erhaltung ihres Jobs ihre Löhne zu unterbieten. Somit sinken die Löhne, bedingt durch die Arbeitnehmer, niemals auf ein Niveau, das zu Vollbeschäftigung führt – auch wenn Arbeitslose bereit sind, zu einem tieferen Lohn zu arbeiten.
Blanchard und Summers (1987) begründen die anhaltende Arbeitslosigkeit nach einer Krise mit dem Insider-Outsider-Modell: Eine wirtschaftliche Krise führt auch zur Entlassung vieler Insider, die dann zu Outsidern werden. Wenn die Situation sich verbessert, verlangen die wenigen noch verbliebenen – und gefragten – Insider noch höhere Löhne, da das Unternehmen sich in einer Zwangslage befindet: Es muss nämlich, mit hohem Aufwand, eine große Menge Outsider zu Insidern umwandeln. Ein als Hysterese bekannter Effekt tritt nun ein – die wirtschaftliche Krise kann somit auch mit großer zeitlicher Verzögerung zu einem anhaltend hohen Lohnniveau führen, welches Vollbeschäftigung verhindert.